# Mytishchi
Mytischi (en ruso: Мытищи, pronunciado [mɨtʲiɕɕi]), es la quinta ciudad más poblada (según el censo de 2002) en el óblast de Moscú, Rusia, situada al noreste de la capital, junto al río Yauza y la estación de Yaroslavl. 
La ciudad es el centro administrativo del distrito de Mytischi y también es el mayor centro industrial (construcción de maquinaria e industria de armamento, en particular) y docente de la región. Mytischi es famosa por su acueducto, construido en el siglo XVIII por orden de Catalina II de Rusia. Fue el primer sistema de abastecimiento de agua construido en Rusia y estaba pensado para abastecer el Kremlin de Moscú con agua potable.
Población: 159.900 (censo de 2002), 154.068 (censo de 1989), 125.000 (censo de 1973), 60.000 (censo de 1939).

## Clima
| Parámetros climáticos promedio de Mytischi              | Parámetros climáticos promedio de Mytischi | Parámetros climáticos promedio de Mytischi | Parámetros climáticos promedio de Mytischi | Parámetros climáticos promedio de Mytischi | Parámetros climáticos promedio de Mytischi | Parámetros climáticos promedio de Mytischi | Parámetros climáticos promedio de Mytischi | Parámetros climáticos promedio de Mytischi | Parámetros climáticos promedio de Mytischi | Parámetros climáticos promedio de Mytischi | Parámetros climáticos promedio de Mytischi | Parámetros climáticos promedio de Mytischi | Parámetros climáticos promedio de Mytischi |
| Mes                                                     | Ene.                                       | Feb.                                       | Mar.                                       | Abr.                                       | May.                                       | Jun.                                       | Jul.                                       | Ago.                                       | Sep.                                       | Oct.                                       | Nov.                                       | Dic.                                       | Anual                                      |
| ------------------------------------------------------- | ------------------------------------------ | ------------------------------------------ | ------------------------------------------ | ------------------------------------------ | ------------------------------------------ | ------------------------------------------ | ------------------------------------------ | ------------------------------------------ | ------------------------------------------ | ------------------------------------------ | ------------------------------------------ | ------------------------------------------ | ------------------------------------------ |
| Temp. máx. media (°C)                                   | −7.0                                       | −6.0                                       | 1.0                                        | 11.0                                       | 18.0                                       | 21.0                                       | 24.0                                       | 20.0                                       | 15.0                                       | 7.0                                        | 0.0                                        | −5.0                                       | 8.3                                        |
| Temp. media (°C)                                        | −10.0                                      | −9.0                                       | −4.0                                       | 6.0                                        | 13.0                                       | 17.0                                       | 19.0                                       | 16.0                                       | 11.0                                       | 4.0                                        | −2.0                                       | −8.0                                       | 4.4                                        |
| Temp. mín. media (°C)                                   | −13.0                                      | −12.0                                      | −9.0                                       | 1.0                                        | 8.0                                        | 13.0                                       | 14.0                                       | 12.0                                       | 7.0                                        | 1.0                                        | −4.0                                       | −11.0                                      | 0.6                                        |
| Fuente: Climate and ecology of Mytishchi (nesiditsa.ru) |                                            |                                            |                                            |                                            |                                            |                                            |                                            |                                            |                                            |                                            |                                            |                                            |                                            |

## Ciudades hermanadas
- Chernígov, Ucrania
- Nymburk, República Checa
- Gabrovo, Bulgaria
- Zhódzina, Baránavichy, Barýsau, Smílavichy, Bielorrusia
- Panevėžys, Lituania
- Płock, Polonia

## Galería

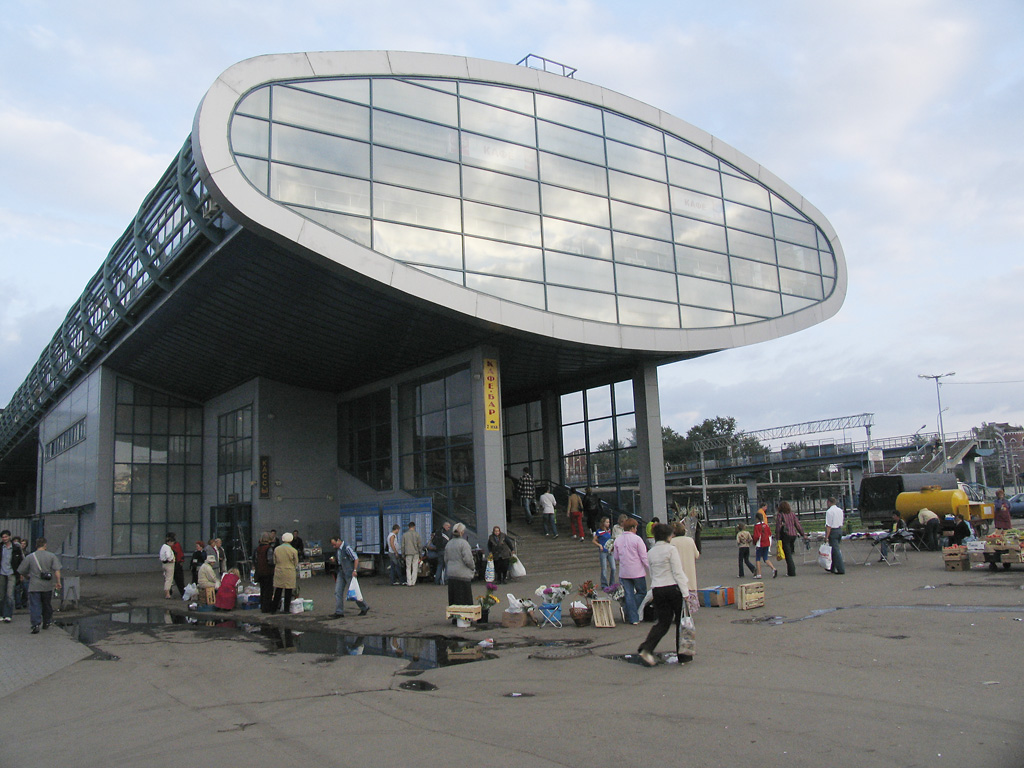
Estación de Mytischi
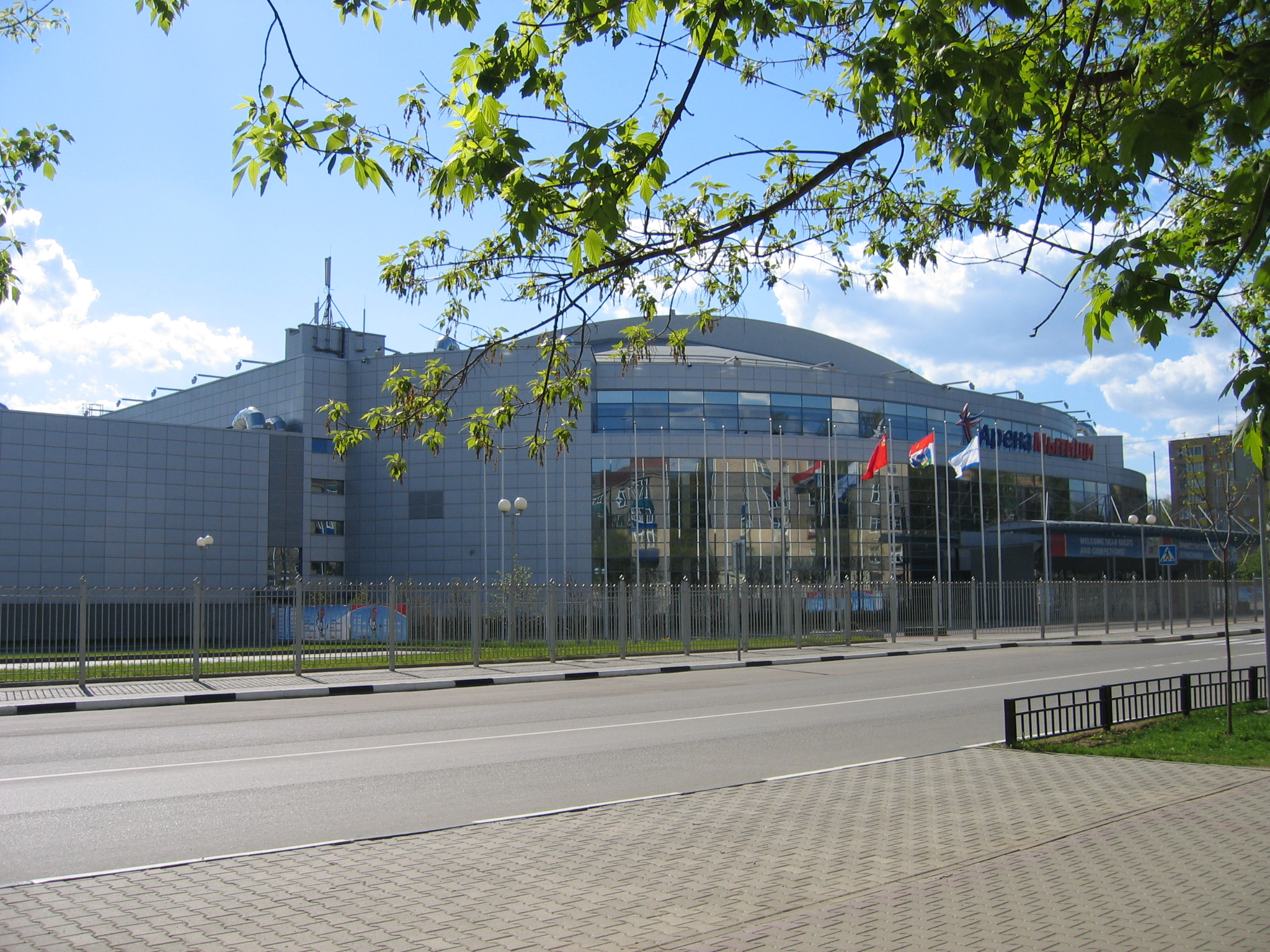
Estadio de Mytischi
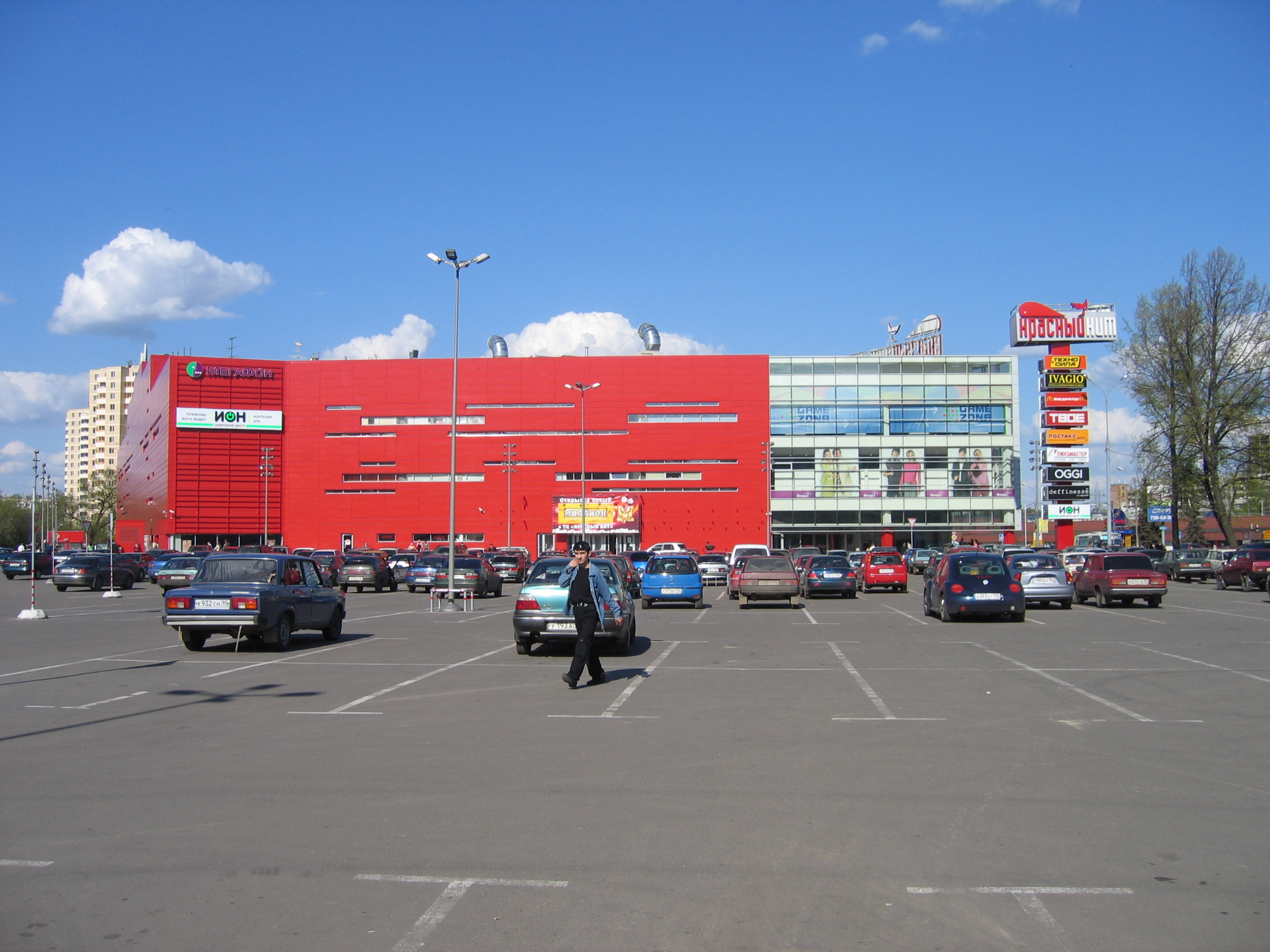
Centro comercial de Mytischi
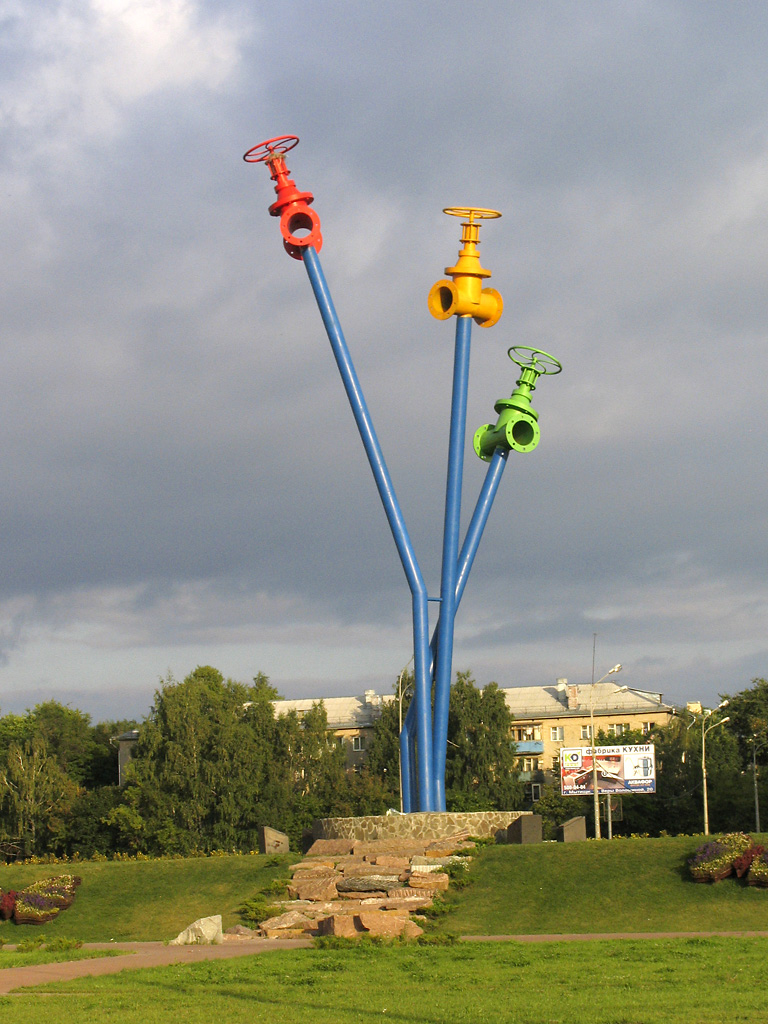
Monumento a la primera cañería instalada en Rusia